# Litoria vagabunda
Espèce
Synonymes
- Hyla vagabunda Peters & Doria, 1878

Statut de conservation UICN

 DD  : Données insuffisantes
Litoria vagabunda est une espèce d'amphibiens de la famille des Pelodryadidae.

## Répartition
Cette espèce est endémique d'Indonésie. Elle n'est connue que de deux sites à basse altitude, :
- de Sorong dans la péninsule de Doberai dans la province de Papouasie occidentale ;
- de Wahai sur l'île de Céram dans les îles Moluques.

## Description
L'holotype mesure 37 mm.

## Publication originale
- Peters & Doria, 1878 : Catalogo dei rettili e dei batraci raccolti da O. Beccari, L.M. DAlbertis e A.A. Bruijn nella sotto-regione Austro-Malese. Annali del Museo Civico di Storia Naturale di Genova, sér. 1, vol. 13, p. 323-450 (texte intégral).